# Рахматабад-о-Блукат
Рахматабад-о-Блукат (перс. رحمت آبادوبلوکات) — бахш в Ірані, в шагрестані Рудбар остану Ґілян. За даними перепису 2006 року, його населення становило 17652 особи, які проживали у складі 4759 сімей.

## Дегестани
До складу бахша входять такі дегестани:
- Блукат
- Дештвейл
- Рахматабад